# Proscylliidae
Proscylliidae – rodzina drapieżnych ryb chrzęstnoszkieletowych zaliczana do żarłaczokształtnych.

## Klasyfikacja
Rodzaje należące do rodziny żarłaczowatych:
- Ctenacis - jedyny przedstawiciel Ctenacis fehlmanni
- Eridacnis
- Proscyllium